# 戈爾德山 (加利福尼亞州埃爾多拉多縣)
金山（英語：Gold Hill）是位於美國加利福尼亞州埃爾多拉多縣的一個非建制地區。該地的面積和人口皆未知。

## 地理
金山的座標為39°45′40″N 120°53′05″W / 39.76111°N 120.88472°W，而該地的平均海拔高度為494米（即1621英尺）。